# Леманн, Ульрика
Ульрика Леманн (нем. Ulrike Lehmann; род. 11 июня 1982) — немецкая шорт-трекистка, призёр чемпионата Европы по шорт-треку 2002 и 2004 года. Участница зимних Олимпийских игр 2002 года.

## Спортивная карьера
Ульрика Леманн родилась в городе Росток, ГДР. Начинала тренироваться на базе клуба «ESV Turbine Rostock» в родном городе, а после в «Deutsche Eisschnellauf Gemeinschaft», Мюнхен. За её подготовку отвечала тренер — Карин Шмидт. Леманн принадлежат 4 национальных рекорда Германии. Последний из них она установила 25 октября 2002 года в Пекине, где с результатом 4:20,531 четвёрка немецких шорт-трекисток выступала в забеге эстафеты на 3000 м.
Первым соревнованием на международной арене для Леманн стал чемпионат Европы по шорт-треку 2002 года во французском городе — Гренобль. В финальном забеге эстафеты на 3000 м немецкие шорт-трекисток с результатом 4:31.885 пришли третьими, уступив более высокие позиции соперницам из Болгарии (4:31.030 — 2-е место) и Италии (4:29.255 — 1-е место).
На зимних Олимпийских играх 2002 года, что проходили в американском городе Солт-Лейк-Сити, Леманн была заявлена для выступления в эстафете. В женской эстафете на 3000 м с результатом 4:22.222 немецкие шорт-трекистки финишировали четвёртыми в финале B. В общем итоге они заняли 8-ю позицию.